# Марк Нумий Албин
Марк Нумий Албин Тритурий (на латински: Marcus Nummius Albinus Triturrius) е политик на Римската империя през 4 век.
Албин е vir clarissimus, квестор, кандидат на императора, претор, comes и вероятно и суфектконсул. През 345 г. Албин става консул заедно с Флавий Амантий.
Баща е на Нумий Секунд.